# Henriettea martiusii
Henriettea martiusii är en tvåhjärtbladig växtart som först beskrevs av Dc., och fick sitt nu gällande namn av Charles Victor Naudin. Henriettea martiusii ingår i släktet Henriettea och familjen Melastomataceae. Inga underarter finns listade i Catalogue of Life.